# Jeg drepte!
Jeg drepte! är en norsk svartvit dramafilm från 1942 i regi av Toralf Sandø. I huvudrollen som doktor Gunnar Bøhmer ses Rolf Christensen.

## Handling
Ingenjör Solberg är en god vän till doktor Bøhmer och hans fru. Solberg insjuknar hastigt och opereras av doktorn. Under narkosen börjar patienten prata och ropar att han älskar doktorns hustru. Doktorn blir förargad och får en ingivelse att döda patienten, vilket han dock inte gör. Ett par dagar senare avlider patienten och doktorn får då tvångstankar att det är han som har dödat honom. I själva verket har han genomfört operationen normalt och patienten avled av en blodpropp. Doktorn låter sig dock inte överbevisas, han är en mördare och ska få sitt straff. Överläkaren griper in och beordrar doktor Bøhmer att genomföra en operation på en annan patient. Doktor Bøhmer fogar sig och går med på att genomföra operationen. Vad han inte vet är att det hela är ett experiment och att hans fru har anmält sig frivilligt som patient. Operationen går bra och doktorn blir fri från sina tvångstankar.

## Rollista
- Rolf Christensen	 – Gunnar Bøhmer, doktor
- Tore Foss – Kristian Solberg
- Guri Stormoen – Fru Fredriksen
- Erling Drangsholt – överläkare Christensen
- Wenche Foss – Liv Bøhmer
- Sigrun Otto – fröken Bull
- Gunvor Hall – fru Johansen
- Joachim Holst-Jensen – Fredriksen
- Jack Fjeldstad – Bagge, doktor
- Synnøve Øian	– Berit, sjuksyster
- Johannes Eckhoff – Berg, doktor
- Oscar Amundsen – Bjørnstad, doktor
- Liv Uchermann Selmer – sjuksyster
- Grace Grung – operationssjuksyster
- Ingeborg Cook – Agnete Larsen
- Edel Eriksen – fröken Berger
- Vivi Schøyen – kontorist
- Arne Andresen – Frits
- Reidun Ofstad – narkossyster
- Johanne Voss – fru Solberg
- Erna Enersen – Cecilie, sjuksyster
- Jens Gundersen – Hagen, doktor

## Om filmen
Jeg drepte! regisserades av Toralf Sandø och är hans tredje filmregi efter Bør Børson jr. (1938) och Den forsvundne pølsemaker (1941). Filmen bygger på Victor Borgs pjäs med samma namn och Borg skrev också filmens manus tillsammans med Sandø. Filmen producerades av George Willoughby för bolaget Capitol Produksjon AS. Den fotades av Reidar Lund och klipptes av Olav Engebretsen. Musiken komponerades av Jolly Kramer-Johansen. Filmen premiärvisades den 17 augusti 1942 på Klingenberg i Oslo.
År 1943 gjordes en svensk nyinspelning av Jeg drepte!. Denna baserades på Borgs och Sandøs manus, men bearbetades för svenska förhållanden av Olof Molander, som även regisserade. Filmen fick den svenska titeln Jag dräpte.

## Musik
- "Min egen sang" (Melodi: Jolly Kramer-Johansen/text: Arne Paasche Aasen). Kramer Johansens filmorkester med Ivar Cederholm. Inspelad i Oslo i november 1942. Utgiven på 78-varvaren Columbia GN 836.